# The Golden Eagle
The Golden Eagle oder The Maltese Eagle (deutsch: Der Goldene Adler oder Der Malteseradler) ist eine aus massivem Gold gefertigte und mit dem Stern der Atocha und zahlreichen Brillanten besetzte Statuette eines Weißkopf-Seeadlers, die als die größte derartige Goldschmiedearbeit gilt. Ein kanadischer Gutachter gab im Jahr 2010 den Wiederbeschaffungswert der Statuette mit etwa 1,5 Millionen US-Dollar an. Der Marktwert wurde 2012 auf sechs Millionen US-Dollar geschätzt. Im Mai 2016 wurde The Golden Eagle nach Angaben des Besitzers in Delta in der kanadischen Provinz British Columbia die Beute eines Straßenraubs. Die Statuette ist seither verschollen.

## Hintergrund
Die fiktive Statue The Golden Eagle ist das Thema des von dem kanadischen Schatzsucher, Unternehmer und Philanthropen Ron Shore veröffentlichten Buchs The World’s Greatest Treasure Hunt. Quest for the Golden Eagle. Mit diesem Buch ist eine Fundraising-Kampagne verbunden, mit der Shore 100 Millionen US-Dollar an Spenden für die Forschung zur Verhütung, Früherkennung und Behandlung von Krebs, insbesondere Brustkrebs, beschaffen wollte. In dem Buch befindet sich eine Reihe von Hinweisen, mit deren Hilfe die Teilnehmer eines als „Schatzsuche“ gestalteten Wettbewerbs an ihr Ziel gelangen und so den ausgesetzten Geldpreis von einer Million US-Dollar gewinnen können. Für das Erfüllen einzelner der zwölf Aufgaben ist jeweils eine Nachbildung des goldenen Adlers aus massivem Silber als Preis ausgesetzt.
Im Rahmen der Öffentlichkeitsarbeit für seinen Wettbewerb und als eigenständige Maßnahme zur Mittelbeschaffung ließ Shore The Golden Eagle anfertigen. Nach eigenen Angaben sollte die Statuette die Handwerkskunst der Fabergé-Eier aus der Alten Welt mit etwas Geheimnisvollem wie den Themen von Filmen wie Die Spur des Falken oder Das Vermächtnis der Tempelritter verbinden. Shore hatte 2012 die Absicht, die Statuette für fünf Millionen US-Dollar zu verkaufen, wobei eine Million als Spende an eine vom Käufer zu bestimmende Organisation zur Unterstützung der Krebsforschung abgeführt werden sollte. Eine weitere Million sollte als Preis an den Gewinner des Wettbewerbs gehen. Das Spendenziel war zu diesem Zeitpunkt von ursprünglich 100 Millionen auf 25 Millionen US-Dollar reduziert worden. Die vom Verkaufserlös verbleibenden mehrere Millionen US-Dollar sollten für die Organisation einer Reihe von Benefiz-Konzerten mit Künstlern von Weltrang eingesetzt werden, um letztlich weitere Spendeneinnahmen für die Brustkrebsforschung zu generieren. Im Zeitraum von 2010 bis 2016 konnte Shore mit dem Verkauf des Buchs zum Gewinnspiel nur 15.000 US-Dollar erlösen. Auch der angestrebte Verkauf der Statuette gelang nicht. Später gab Shore an, der gesamte Mehrerlös gegenüber dem Preisgeld von einer Million US-Dollar sollte an Organisationen zur Förderung der Brustkrebsforschung gespendet werden.
Der kanadische Bildhauer Kevin Peters erhielt den Auftrag zur Anfertigung der Statuette. Die Herstellung erforderte nach Angaben des Eigentümers mehr als 4000 Arbeitsstunden. The Golden Eagle gehört zu den zehn größten Statuetten aus Massivgold, die während der letzten 500 Jahre hergestellt wurden.

## Beschreibung
The Golden Eagle ist eine etwa 26 Zentimeter hohe und zehn Zentimeter breite Statuette, die einen Weißkopfseeadler darstellt. Sie besteht aus 18 amerikanischen Pfund (8,165 Kilogramm) Massivgold mit einem Feingehalt von 10, 14 und 18 Karat. Der Greifvogel sitzt mit leicht gespreizten Schwingen auf einem ebenfalls aus Gold modellierten Stein. Zwischen seinen Fängen befindet sich ein geschliffener Smaragd, der historische Stern der Atocha, mit 12,72 Karat. Die Statuette mit ihrer Basis steht auf einer runden Plinthe, die ebenfalls aus massivem Gold besteht.
Der Kopf der Statuette misst etwa 8,0 mal 7,2 Zentimeter und besteht aus Weißgold mit 18 Karat. Er hat einen Schnabel aus Gelbgold mit 14 Karat. Der Kopf ist mit 763 Brillanten besetzt, die insgesamt 53,66 Karat wiegen. Die Augen bestehen aus zwei birnenförmig geschliffenen Diamanten mit jeweils 1,1 Karat. Die Schwanzfedern bestehen aus Weißgold mit 14 Karat, der Körper, der Stein und die Basis aus Gelbgold mit 14 Karat. Die runde Plinthe mit einem Durchmesser von 12,2 Zentimeter wurde aus Gelbgold mit 10 Karat gefertigt.
Für The Golden Eagle wurde von einem Sachverständigen im Mai 2010 ein Wiederbeschaffungswert von 1.508.200 US-Dollar genannt. Der Wert des Stern der Atocha wurde 2013 von einem Gutachter mit 3,18 Millionen US-Dollar angegeben.

### Kopien aus Silber
Neben dem Golden Eagle aus Massivgold existieren zwölf Kopien aus massivem Silber 990 mit einem Gewicht von etwa 15 Pfund (etwa 6,8 Kilogramm). Ihre Augen bestehen aus blauen Saphiren von 1,5 Karat. Der Wert der Kopien wurde 2012 mit jeweils 20.000 US-Dollar angegeben.

## Mutmaßlicher Raub
Ende Mai 2016 wurde The Golden Eagle im Rahmen der viertägigen Kunstmesse Art! Vancouver in Vancouver ausgestellt. Am Abend des 29. Mai 2016 gegen 22 Uhr ist Ron Shore nach eigenen Angaben auf dem Heimweg von einem Konzert in einer Kirche in Ladner, einem Ortsteil von Delta in der kanadischen Provinz British Columbia überfallen worden. Die beiden Angreifer flohen mit seinem Rucksack, in dem sich The Golden Eagle mit einer der silbernen Kopien befand. Shore machte geltend, er sei dabei gewesen, die Statuette von der Ausstellung an einen sicheren Ort zu bringen. Da die Ausstellung an einem Sonntag endete, habe er die Statuette nicht sofort zur Aufbewahrung in die Bank bringen können. Sicherheitspersonal sei bei dem Transport anwesend gewesen. Im Hinblick auf die laufenden Ermittlungen machten weder Shore noch die Polizei nähere Angaben zum Tathergang.
Für die Statuette war nach dem Raub zunächst ein Wert von 6,8 Millionen US-Dollar genannt worden. Im Oktober 2016 lehnten es die Versicherer ab, für den Schaden einzutreten. Im Rahmen eines Rechtsstreits zwischen dem Eigentümer und mehreren Versicherungsgesellschaften wurde der Wert der Statuette mit nur etwa 710.000 US-Dollar angegeben. Die Statuette ist weiterhin verschollen. Der Rechtsstreit zwischen Ron Shore und seiner Stiftung als Kläger und Lloyd’s of London als Beklagte dauerte im Dezember 2020 an.